# Steven Vanackere
Steven Vanackere (Wevelgem, 4 febbraio 1964) è un politico belga, membro dei Cristiano-Democratici e Fiamminghi. Dal novembre 2009 al dicembre 2011 è stato ministro degli esteri belga e vice primo ministro nel governo Leterme II. Dal 6 dicembre 2011 al 5 marzo 2013, è stato ministro delle finanze del governo Di Rupo
Membro del Parlamento fiammingo dal 2004 al 2007, nel Parlamento federale si è seduto sia come Membro della Camera dei rappresentanti dal 2010 al 2014, candidato per le elezioni europee del 2014, non è eletto. Il suo partito poi lo propone come senatore cooptato.

## Biografia

### Contesto famigliare
Steven Vanackere è figlio di Leo Vanackere, che nel 1979 governò brevemente le Fiandre occidentali.

### Formazione e lavoro
Dopo aver frequentato la scuola a Sint-Stevens-Woluwe e Haasrode Vanackere intraprende gli studi presso la Katholieke Universiteit Leuven e ottiene la licenza nel 1987, una laurea in giurisprudenza e una in economia nel 1988. Ha poi lavorato per sei mesi presso la Kredietbank (oggi parte del gruppo KBC) e dal 1988 ha lavorato per il servizio di studio del Partito Popolare Cristiano (CVP, dal 2001 CD&V), CEPESS, attivo.
Vanackere ha lavorato dal 1990 al 1991 come consigliere dell'ex presidente del CVP Herman Van Rompuy e dal 1991 al 1993 come vice capo del gabinetto del ministro delle finanze di Bruxelles Jos Chabert. Nell'ottobre 1993 ha assunto la carica di direttore generale del porto di Bruxelles e ha ricoperto tale incarico fino all'aprile 2000. Allo stesso tempo, è rimasto dal 1995 al 1999 nel Gabinetto di Jos Chabert, dove è stato Capo di Gabinetto. Nel maggio 2000, si è trasferito dal porto di Bruxelles alla MIVB di Bruxelles, dove è stato vicedirettore generale fino al 2005.

### Attività politica
Nel 2004, Vanackere ha partecipato per la prima volta come candidato alle elezioni ed è stato eletto al Parlamento fiammingo come uno dei sei deputati per la Regione della Capitale di Bruxelles. Ha anche assunto a livello locale il 1º dicembre 2006, l'ufficio degli affari e del commercio della città di Bruxelles.
Il 28 giugno 2007 è stato nominato Ministro fiammingo della salute e della famiglia dal primo ministro Kris Peeters. Ha ricoperto questa carica fino al 30 dicembre 2008, quando è stato nominato ministro federale del servizio pubblico e delle imprese pubbliche e vice primo ministro nel governo di Van Rompuy. Dopo le dimissioni del governo di Van Rompuy il 25 novembre 2009 e la nomina di Yves Leterme come nuovo primo ministro, Vanackere lo ha seguito nel posto vacante di ministro degli Esteri. Da lì si è trasferito al governo di Di Rupo il 6 dicembre 2011 nell'ufficio di Ministro delle Finanze. Da questo ufficio, si è dimesso il 5 marzo 2013 nel contesto di un possibile conflitto di interesse per le operazioni bancarie.

### Vita privata
Vanackere è sposato e non ha figli.

## Pubblicazioni (selezione)
- De wet handelspraktijken, stoorzender voor de vrije mededinging?. In: Jura Falconis. 1986–1987, Nr. 1, S. 37–51.
- België: (een) hart van financieel Europa?. In: Nieuw Tijdschrift voor Politiek. 1988, Nr. 4, ISSN 0773-0527 (WC · ACNP), S. 59–86.
- De rol van de overheid t.o.v. het bedrijfsleven. In: Nieuw Tijdschrift voor Politiek. 1988, Nr. 5, ISSN 0773-0527 (WC · ACNP), S. 21–35.
- De verdeling van de economische kost van een ecologisch herstelbeleid. In: Nieuw Tijdschrift voor Politiek. 1989, Nr. 5, ISSN 0773-0527 (WC · ACNP), S. 55–70.